# Fontana del Gigante (Nápoly)
A Fontana del Gigante (magyarul Az óriás kútja)  egy nápolyi díszkút az Immacolatella mellett. Nevét a közelben található, Cumaból származó Jupiter-szobor után kapta. A 16. században építették Pietro Bernini és Michelangelo Naccherino. Kezdetben a királyi palota közelében volt, majd 1815-ben helyezték át először a kikötőbe, majd a Villa del Popolo kertjébe. 1905-ben került a mai helyére. Boltíves kialakítású. Mindkét oldalát egy-egy folyóisten szobra díszíti. A központi boltív két tengeri szörny szobrára támaszkodik. Felső részét obeliszkek és amforák, valamint a város, az alkirály és a király címere díszítik.